# Meyers Lake (Ohio)
Meyers Lake es una villa ubicada en el condado de Stark en el estado estadounidense de Ohio. En el Censo de 2010 tenía una población de 569 habitantes y una densidad poblacional de 506,2 personas por km².

## Geografía
Meyers Lake se encuentra ubicada en las coordenadas 40°48′50″N 81°25′18″O / 40.81389, -81.42167. Según la Oficina del Censo de los Estados Unidos, Meyers Lake tiene una superficie total de 1.12 km², de la cual 0.58 km² corresponden a tierra firme y (48.39%) 0.54 km² es agua.

## Demografía
Según el censo de 2010, había 569 personas residiendo en Meyers Lake. La densidad de población era de 506,2 hab./km². De los 569 habitantes, Meyers Lake estaba compuesto por el 95.61% blancos, el 2.64% eran afroamericanos, el 0% eran amerindios, el 0.7% eran asiáticos, el 0% eran isleños del Pacífico, el 0% eran de otras razas y el 1.05% pertenecían a dos o más razas. Del total de la población el 0.88% eran hispanos o latinos de cualquier raza.